# Tous les Jours

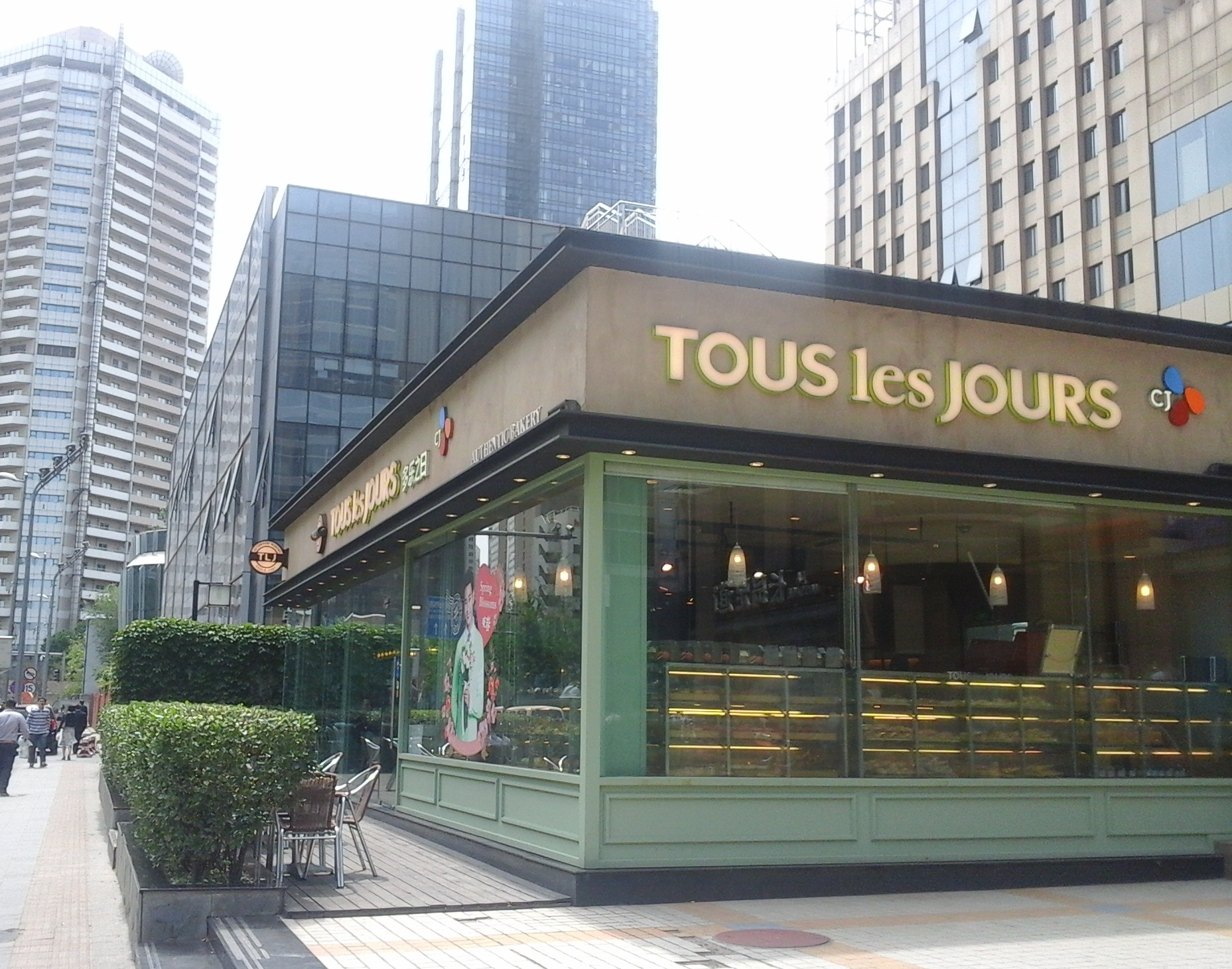
Một cửa hàng Tous Les Jours

Tous Les Jours (Hangul: 뚜레쥬르) là một thương hiệu của chuỗi cửa hàng bánh ngọt tại Hàn Quốc, được quản lý và điều hành bởi CJ Foodville, công ty con trực thuộc tập đoàn CJ. Tên gọi "Tous les Jours" được bắt nguồn từ một cụm từ trong tiếng Pháp, phiên âm tiếng Việt như "Tu lê ju (gờ)" - có nghĩa là "mỗi ngày", câu khẩu hiệu (slogan) của Tous Les Jours là "Tous Les Jours", mỗi ngày tươi mới… - (tiếng anh: "Tous Les Jours", every day fresh...).
Tous Les Jours là một thương hiệu bánh ngọt với phong cách và hương vị đặc biệt, kết hợp giữa ẩm thực Pháp và những tinh hoa, truyền thống của ẩm thực Á Đông, ngoài các sản phẩm bánh ngọt, Tous Les Jours còn kinh doanh các mảng, lĩnh vực khác như thực phẩm và dịch vụ đồ uống. Thương hiệu hiện đã có mặt tại hơn 1300 địa điểm trên khắp thế giới.

## Lịch sử
Tous Les Jours được thành lập vào tháng 9 năm 1997 với cửa hàng đầu tiên được ra mắt tại thành phố Guri, Hàn Quốc.